# Catedral de l'Havana
La Catedral de l'Havana és un temple catòlic al cor de La Habana Vieja, a la zona més antiga de la ciutat de l'Havana, declarada per la UNESCO a 1982 Patrimoni de la Humanitat. És la catedral de l'Arxidiòcesi de l'Havana, i el seu emplaçament anterior estava situat on després es va construir el Palau de los Capitanes Generales.

## Història
En un primer moment (1748) l'església seria l'oratori dels fills d'Ignasi de Loiola de l'orde jesuítica, després arribaria a convertir-se en catedral. Amb antelació a la decisió bisbal els jesuïtes ja tenien en els seus plans construir una església a la plaça de "la ciénaga". Això és verificable, ja que el 24 octubre 1704 el procurador general de l'Havana, Luis Gonzalo de Carvajal, es va oposar a la petició dels religiosos, més de deu anys després, per Reial Cèdula de 19 de desembre de 1721, els jesuïtes van obtenir el tan esperat permís i el 5 abril 1727 els va ser notificat el lloc exacte on podien construir l'església i el convent.

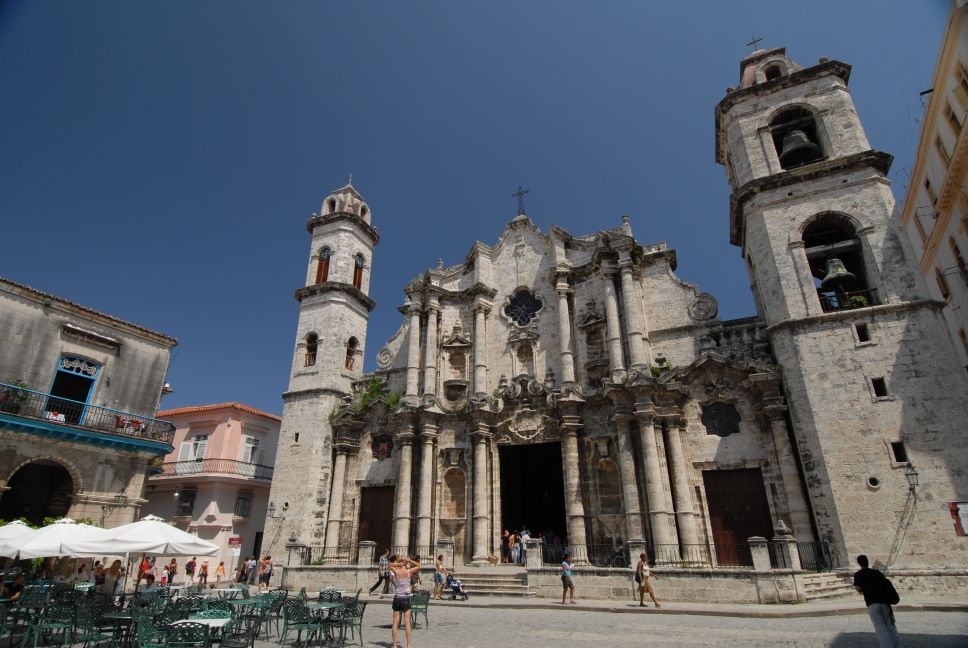
Vista de la catedral

L'any 1767, ja estava acabada l'escola, però no l'església, en aquest moment hi ha l'expulsió dels jesuïtes del Nou Món. En 1772 a causa del deplorable estat en què es trobava la parroquial major, les autoritats espanyoles van decidir traslladar-la a l'Oratori de Sant Felip Neri i el 9 de desembre de 1777, es va traslladar a l'església a mig construir dels jesuïtes. En 1778 per ordre del bisbe Felipe José de Trespalacios va començar el procés de transformació de l'antic oratori de Sant Ignasi a la catedral havanera dedicada a la Puríssima Concepció, la imatge és visible a l'altar major. Durant el prelat del bisbe Juan José Díaz de Espada y Fernández de Landa, es van realitzar reformes significatives. El principal benefactor de l'obra va ser el ric bisbe de Salamanca. La nau central va estar ocupada fins a la independència de l'illa per un monument funerari dedicat a Cristòfor Colom, pel fet que en finalitzar la colonització les cendres de l'almirall van ser traslladades a Santo Domingo i d'allà a la Catedral de Sevilla.
Segons l'antic historiador de la ciutat Emilio Roig de Leuchsenring aquesta reforma va incloure l'eliminació de tots els objectes que es van considerar de mal gust, adorns, estàtues i altars van ser substituïts per quadres de pintura a l'oli, majoritàriament còpies d'originals.

## Arquitectura

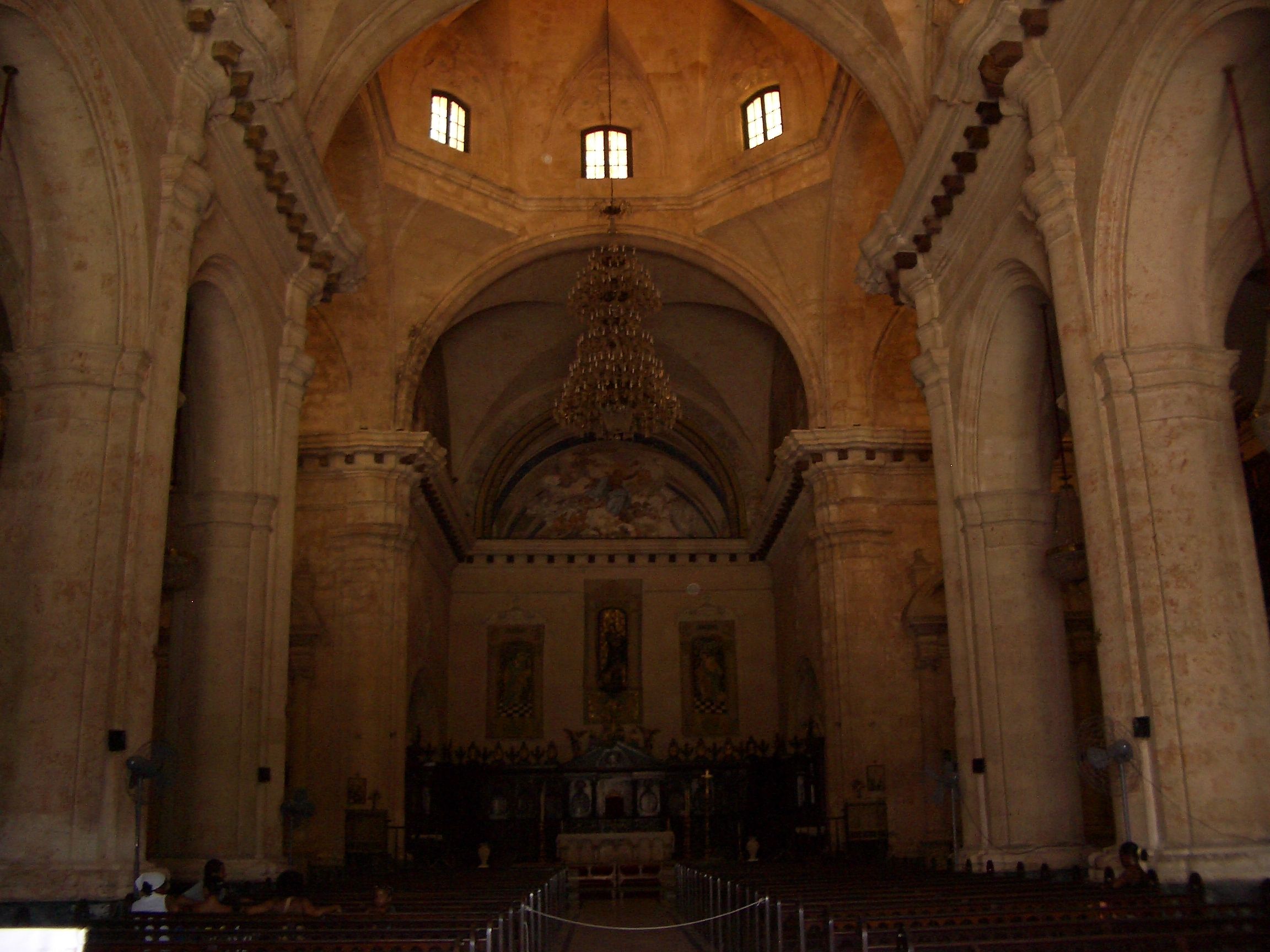
Interior de la Catedral

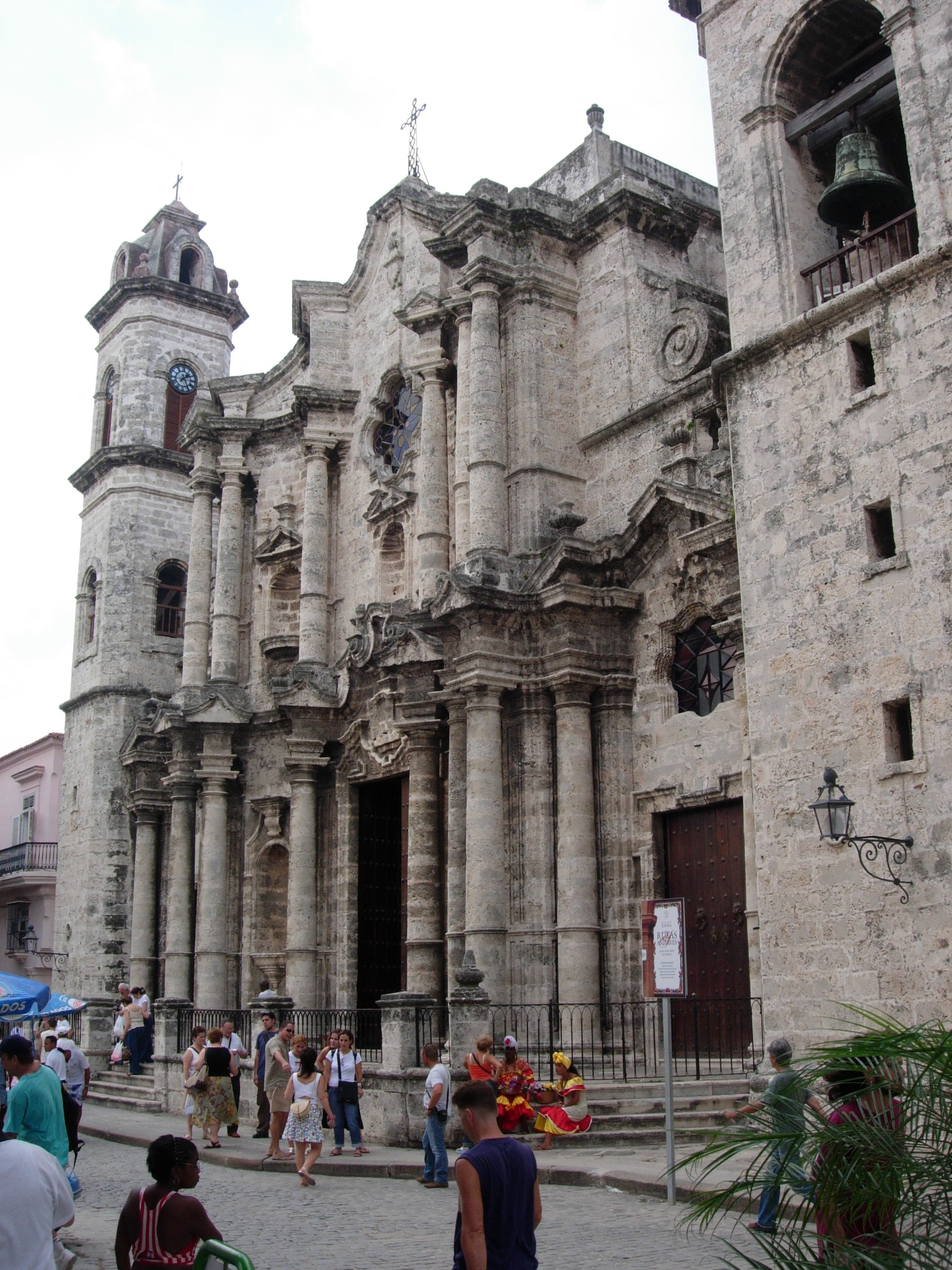
Vista semilateral

La catedral d'estil barroc, és considerada del corrent toscà, per les seves dues torres campanars laterals, el seu temple forma un rectangle de 34x36m, que té tres naus i vuit capelles laterals, dividides per gruixuts pilars. El pis és de marbre blanc i negre. Les escultures i els treballs d'orfebreria de l'altar així com l'altar major van estar a càrrec de l'italià Bianchini, les mateixes van ser executades en Roma el 1820 sota la direcció del famós escultor espanyol Antoni Solà. Després d'aquest altar s'observen tres frescs originals del pintor italià Perovani. Les pintures interiors van ser realitzades pel pintor francès Jean-Baptiste Vermay. Entre les diverses capelles que alberga es troba la de la Mare de Déu de Loreto, consagrada pel bisbe Morell de Santa Creu, el 1755, abans de la transformació en catedral, de l'antiga parròquia jesuïta, té una entrada independent.
La seva cúpula que queda per sota de les torres laterals, és visible des dels edificis veïns amb un intens color taronja.
La catedral posseeix diverses relíquies i sagraris i en el seu interior hi ha diverses tombes de personatges il·lustres de la ciutat i de Cuba.
Està envoltada per la plaça que porta el seu nom, que alberga les mansions de la noblesa havanera colonial, entre aquestes destaquen el Palau del Marquès de Arcos, la casa dels comtes de Casa Bayona, de 1720, que en l'actualitat és el Museu d'Art Colonial i la casa del Marquès de Aguas Claras.